# 丘翊鵬
丘翊鵬（英語：Yau Yik Pang）香港男演員，於2017年出道。他在2020年第一次參與電視演出，參演ViuTV劇集《地產仔》。

### 電視演出
- 2022年：《繩角》
- 2022年：《冥冥之中》飾 入樽
- 2021年：《我家無難事》飾 志摩
- 2020年：《地產仔》飾 洪寶寶

### 電影
| 年份 | 名稱     | 導演           | 角色     | 備註 |
| ---- | -------- | -------------- | -------- | ---- |
| 2022 | 曾經擁有 | 徐梓耀         | 虎哥助手 |      |
| 2021 | 假冒女團 | 徐梓耀         |          |      |
| 2021 | 丫頭     | 徐梓耀         |          |      |
| 2019 | 同門義   | 徐梓耀         | 左手     |      |
| 2018 | 古宅     | 塗霆駿、麥浩邦 |          |      |
| 2017 | 空手道   | 杜汶澤         |          |      |

### 幕後工作
- 2022年：演唱會《Our Legend Begins》統籌
- 2021年：電影《人海同遊》助理製片
- 2021年：導演會短片《忘尾蛇》助理製片
- 2021年：導演會短片《Blindfold》助理製片
- 2018年：網絡電影《同門義》執行製片
- 2018年：網絡電影《同門義》策劃
- 2017年：鮮浪潮短片《幸運兒》助理美術